# アスリートエージェント
アスリートエージェントは、株式会社アーシャルデザインが提供するアスリート・体育会の人材に特化した人材紹介・就職支援サービスである。

## 概要
単なる人材紹介ではなく、アスリート、体育会人材をビジネス教育してから企業に紹介する業界唯一の仕組みを持つ。
各種メディアでも取り上げられている。

## 沿革
2018年8月に講談社のサッカー漫画 『GIANT KILLING』との期間限定（2018年9月〜12月）コラボレーションを実施
2019年2月　ジェブエンターテイメントがマネジメント・サポートを担うアスリート選手に対して、アーシャルデザイン運営「AthleteAgent（アスリートエージェント）」による引退後のキャリア支援を含む総合的なキャリア支援を開始
2021年7月に東京きらぼしフィナンシャルグループの傘下にあるきらぼしコンサルティングとビジネスマッチング契約
2021年8月　引退後のセカンドキャリアを考えるアスリートへ【セカンドキャリア窓口】を開設